# Mona Ray
Mona Ray (* 17. Januar 1905 in Pittsburgh, Pennsylvania als Mona Kelly; † 3. Juli 1986 in Nevada) war eine US-amerikanische Schauspielerin.

## Leben und Wirken
Ihr Filmdebüt gab sie im Jahr 1927 unter der Regie von Harry A. Pollard in dem Spielfilm Onkel Tom’s Hütte in der Rolle der Topsy. Für den Film wurde bei ihr ein sogenanntes Blackfacing durchgeführt. Weitere Filme folgten, zuletzt konnte man sie in The Art of Burlesque in der Rolle der Lotta Class sehen.
Ihre Schwester war die Schauspielerin Judy King (1901–1987). Von 1928 bis 1945 war sie mit dem Drehbuchautor Hugh Cummings (1891–1953) verheiratet. Die Ehe wurde geschieden. Später heiratete sie Raymond A. Pestana.

## Filmografie
- 1927: Onkel Tom’s Hütte (1927) (Uncle Tom's Cabin)
- 1930: Pardon My Gun
- 1930: Red Heads (Kurzfilm)
- 1930: Pick 'Em Young (Kurzfilm)
- 1930: Half Pint Polly (Kurzfilm)
- 1933: Art in the Raw (Kurzfilm)
- 1940: Li'l Abner
- 1950: The Art of Burlesque